# Indian Institute of Science

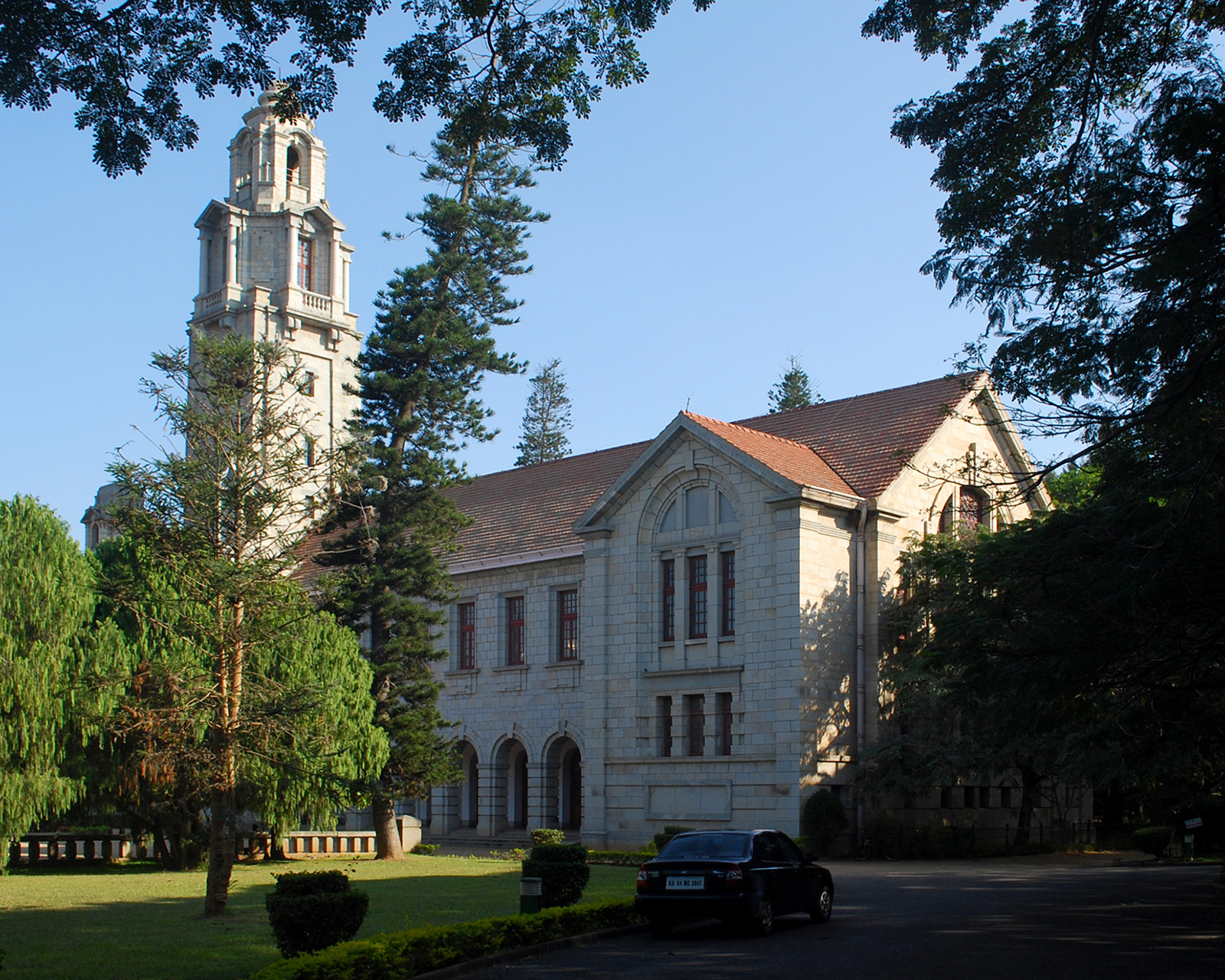
Salle faculté de l'institut indien des sciences

l'Indian Institute of Science (littéralement de l'anglais institut indien des sciences) est la première institution post-universitaire de recherche et d'enseignement supérieur situé à Bengalore, en Inde. Créé en 1909, il est selon Current Science le plus important centre de recherche de ce pays. Il offre un troisième cycle et des programmes de recherche à plus de 2000 étudiants qui travaillent sous la supervision de plus de 400 membres du corps professoral dans 48 départements allant de ingénierie aérospatiale, à la biophysique moléculaire ou au management. Il se classe également au premier rang des universités indiennes (Asie du Sud et les universités) dans le « classement académique des universités du monde » menée par l'Université Jiao-tong de Shanghai.

## Personnalités liées à cet institut
La physicienne Rohini Godbole (1952-), spécialisée dans la physique des particules a été professeure associée puis professeure dans cet institut de 1995 à sa retraite en 2021. Elle est ensuite nommée professeure honoraire.